# Proof of Myself
《Proof of Myself》是日本女性聲優林原惠的第21張單曲。1998年10月23日由STARCHILD（King Records旗下公司）發行。

## 解說
- 《Proof of Myself》是聲優林原惠自從上一張單曲《A HOUSE CAT》以來，相隔1個月半發行的最新單曲，以及自身在1998年連續單曲中的第5彈。同名標題曲曾被1998年10月至1999年3月在東京電視台播出的電視動畫、機械女神J的續篇《機械女神J to X》選為片頭主題曲使用。包含B面歌曲「Lively Motion」也被同名續作動畫選為片尾主題曲使用。

### 記錄
- 該單曲是從1996年的《Successful Mission》開始，一直到該年的此作為止，連續9張皆有進入前10名的單曲。而且，與前作動畫《機械女神J》主題曲「Successful mission」的發行日期正好都是在10月23日。
- 在文化放送電台的動畫歌曲關聯排行榜節目《SOMETHING DREAMS Multimedia Countdown（日语：SOMETHING DREAMS マルチメディアカウントダウン）》中，「Proof of Myself」於發行2週之後首次進入排行榜，結果獲得連續2次的第2名，並與自身上一張單曲「A HOUSE CAT」同時獨占第1、2名，直到發行之後的第3週才攀上第1名。但是在那之後，「Proof of Myself」獲得了連續5次的第1名。此外在林原惠她自身單曲排行榜中，總計有連續蟬聯11週第1名的記錄。

## 收錄歌曲
所有歌曲由MEGUMI作詞，佐藤英敏作曲。
1. Proof of Myself [5:45]
  - 編曲：添田啓二
  - 東京電視台電視動畫《機械女神J to X》片頭主題曲
2. Lively Motion [4:35]
  - 編曲：五島翔
  - 東京電視台電視動畫《機械女神J to X》片尾主題曲（Ver.1：1～19、21話／Ver.2：24話）
3. Proof of Myself（off vocal）
4. Lively Motion（off vocal）

## 收錄專輯
| 曲名            | 收錄專輯      | 發行日期      | 備註                                                                           |
| --------------- | ------------- | ------------- | ------------------------------------------------------------------------------ |
| Proof of Myself | 《VINTAGE S》 | 2000年4月26日 | 林原惠的首張精選專輯 該歌曲並未在林原惠她的原創專輯收錄 但在此專輯是第一次收錄 |
| Lively Motion   | 《VINTAGE S》 | 2000年4月26日 | 林原惠的首張精選專輯 該歌曲並未在林原惠她的原創專輯收錄 但在此專輯是第一次收錄 |